# بول-کایپانوو
بول-کایپانوو (انگلیسی: Bul-Kaypanovo) یک شهرک در شهرستان تاتیشلینسکی استان باشقیرستان کشور روسیه است.